# Mooney Harbor Keys
Les Mooney Harbor Keys sont des îles des Keys, archipel des États-Unis d'Amérique situé dans l'océan Atlantique au sud de la péninsule de Floride. Elles relèvent du Key West National Wildlife Refuge.